# Attalea humilis
Attalea humilis är en enhjärtbladig växtart som beskrevs av Carl Friedrich Philipp von Martius och Spreng.. Attalea humilis ingår i släktet Attalea och familjen Arecaceae. Inga underarter finns listade i Catalogue of Life.